# 大南氏魚
大南氏魚，為輻鰭魚綱水珍魚目小口兔鮭科的其中一種，為深海魚類，分布於東大西洋海域，棲息深度0-1300公尺，體長可達13.9公分，棲息在中層水域，生活習性不明。